# Vuelo 261 de Thai Airways International
El vuelo 261 de Thai Airways International fue un vuelo de pasajeros desde Bangkok, Tailandia a Surat Thani, Tailandia, que se estrelló el 11 de diciembre de 1998. La aeronave era un Airbus A310-204, matrícula HS-TIA.
El vuelo 261 llevaba a 146 personas a bordo, despegó del Aeropuerto Internacional Don Mueang a las 11:40 UST en un vuelo de 2 horas a Surat Thani. Cuando el avión comenzó a descender al Aeropuerto de Surat Thani el tiempo era malo con fuertes lluvias y escasa visibilidad, y el piloto ejecutó una aproximación frustrada dos veces. En un tercer intento, el avión se estancó y estrelló dos millas al suroeste del aeropuerto, matando a 101 personas e hiriendo a 45 personas. 90 pasajeros y 11 tripulantes murieron. La causa probable del accidente fue determinado como «desorientación espacial cuando la nariz fue inclinada bruscamente durante una aproximación por la noche durante una tormenta».